# Gammacàmera
Una gammacàmera o gammacambra, és un dispositiu que s'utilitza per fer imatges de radiació gamma per emissió de radioisòtops, una tècnica coneguda com a gammagrafia. Les aplicacions de la gammagrafia inclouen el desenvolupament de fàrmacs precoç i la imatge mèdica nuclear per veure i analitzar imatges del cos humà o la distribució dels radionúclids injectats, inhalats o ingerits mèdicament i que són emissors dels raigs gamma.

## Tècniques d'imatge

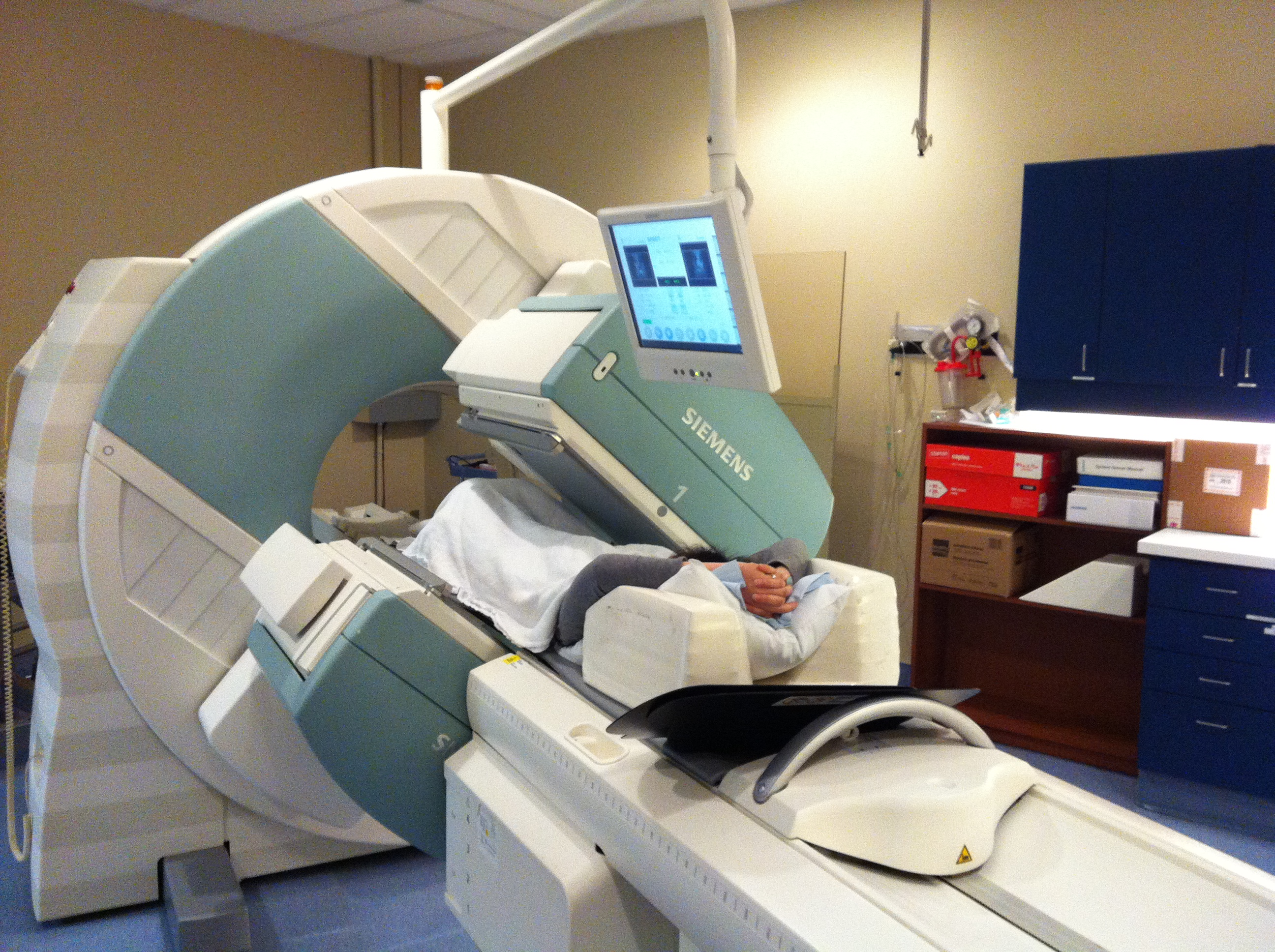
Una gammacàmera d'SPECT.

La gammagrafia és l'ús de gammacàmeres per capturar la radiació emesa dels radioisòtops interns per crear imatges bidimensionals.
La imatge SPECT (tomografia computada per emissió de fotó simple), tal com s'utilitza en la prova d'esforç cardíac nuclear, es realitza amb gammacàmeres. En general, un, dos o tres detectors o caps, es fan girar lentament al voltant del tors del pacient.
Les gammacàmeres de múltiples capçals també es poden utilitzar per a l'exploració de tomografia per emissió de positrons (PET), sempre que el seu maquinari i programari es puguin configurar per detectar "coincidències" (esdeveniments propers a simultanis en 2 capçals diferents). La PET de la gammacàmera és notablement inferior a la imatge PET amb un escàner PET dissenyat específicament, ja que el cristall escintil·lador té poca sensibilitat per als fotons d'aniquilació d'alta energia i l'àrea del detector és significativament més petita. Tanmateix, atès el baix cost d'una gammacàmera i la seva flexibilitat addicional en comparació amb un escàner PET dedicat, aquesta tècnica és útil quan les implicacions de despeses i recursos d'un escàner PET no es poden justificar.